# ウィッティントンと猫

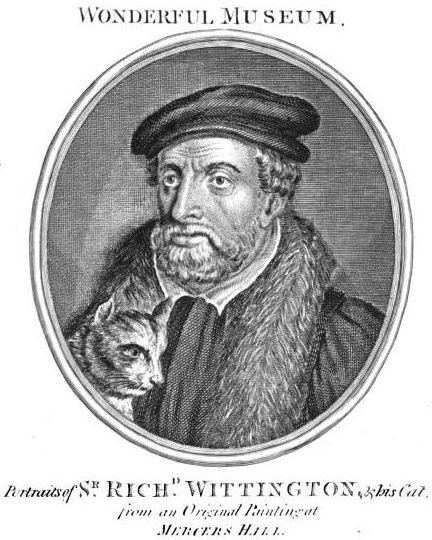
リチャード・ウィッティントンと猫。架空の肖像とされる。
―マーサーズ・ホール（絹織商会館）旧蔵画を元にしたブノワの版画、『The New Wonderful Museum, and Extraordinary Magazine』 (1805年)より。

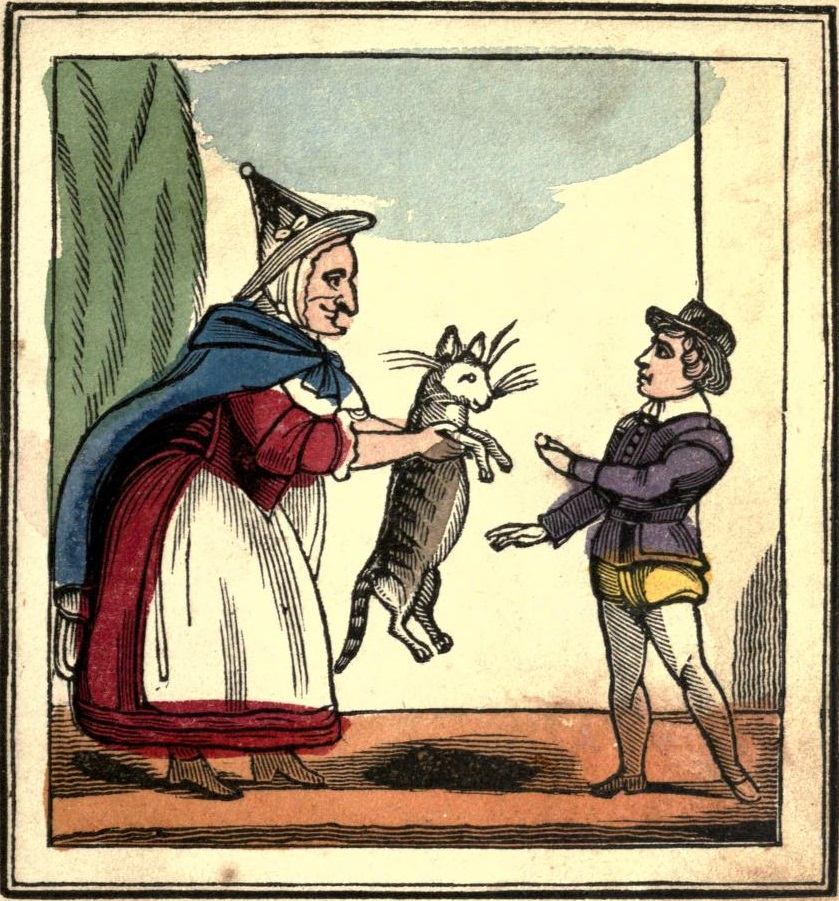
猫を買うディック・ウィッティントン
—ニューヨークで1850年頃刊行された子供本の色刷りカット（Dunigan's edition）。

「ウィッティントンと猫」または「ディック・ウィッティントンと猫」は、14世紀の3期歴任ロンドン市長リチャード・ウィッティントン（1354年頃–1423年）にまつわるイギリス民話・民間伝説。
無一文の孤児である主人公の飼猫が外国でネズミ取りをして高値で売れ、一財を築いたと語る、架空の立身伝である。
皿洗い奉公から逃亡しかけたが、故郷に向かう途中、ロンドンの鐘の音に「帰っておいでよ」と説得され思いとどまる場面もこの伝説の重大不可欠な要素となっている。後の脚色でホロウェイでボウ教会の鐘を聞いたとされ、一般に定着している。
邦訳では、「ウィッティントンのお話」の題名で『ラングあおいろの童話集』に所収されるほか、再話「ウィティントンとウィティントンのねこ」がジョセフ・ジェイコブス の童話集に所収される。

## 概要
ウィッティントンが猫で巨富を得た伝説が文学として成立したのは1600年代頃。存在が知られる最初の劇作（1604–5年）やバラッド（1605年）は散逸しており、現存最古はリチャード・ジョンソン作の1612年のバラッドである。
この17世紀初頭のバラッドには既に、鐘の音が「帰ってこい」「いずれロンドン市長」と聞こえて奉公からの逃亡を考え直す要素が含まれる。
散文版が1656年頃に大衆本（チャップ・ブック）として出版され、セント・メアリー・ル・ボウ教会の鐘の音を、少し北のバンヒル（バンヒル・フィールズ埋葬地）で聞いたと特定される。
後年の稿本では、より北に遠いホロウェイで鐘を聞いたと変更されたが、この伝承が大衆化され、一般にはホロウェイ辺境のハイゲイト・ヒルのウィッティントン・ストーンが、ディック少年の逃亡跡と認識されている。
18世紀初頭、マーティン・パウエルが人形劇を上演。のちに英国パントマイム劇や、児童劇として主にクリスマスシーズンに演じられている。ヴィクトリア時代から、童話に仕立てられ、以後、数々の再話や絵本が出版されて現在に至る。
主人公がネズミ駆除の猫を売って褒美を得る要素がみられる説話は、世界各国に、そして古代・中世時代にも類例が見られる。民話学では、この要素を「ウィッティントンの猫」モチーフ（N411.2）に指定する。話型としてはアールネ＝トンプソン（AT）1651「ウィッティントンの猫」に分類される。

## あらすじ
以下、3種のテキストによる梗概である：略号：B = ジョンソンのバラッド、H＝T. H. 作、最初期のチャップ・ブック、C = J. チェイニー社の後期（18世紀末~19世紀初）のチャップ・ブック。
ロンドンに
ディック・ウィッティントンは、身元が貧しい孤児であった。その故郷は、ランカシャー（B）または特定されない（H, C）。ディックは出世を夢見て「街路が黄金で舗装される」（C）と噂されるロンドンへ出奔する（B, H, C）。しかし期待ははずれ、飢餓と寒気で衰弱し（H）、豪商フィッツウォーレン（H, C）の門前で行き倒れ同然となり、同家で住込みの下働きとして召し抱えられ、厨房の皿洗いとなる（B, H, C）。
ディックと猫
散文では、ディックがあてがわれた屋根裏部屋（H, C）には、ネズミやクマネズミが出て困ったが（H, C）、飼猫によって退治された。この猫は、奉公をはじめてから、靴磨きなどで稼いだ1ペニーずつの貯金をはたいて買ったと説明される（H, C）。バラッドでも、ディックは猫を飼っていたが、経歴は書かれていない。
ときにフィッツウォーレン氏は、交易船（ユニコーン号（H））を派遣する計画を立てており、ディックの猫も、その船に託されて外国で売られることに決定する。バラッドでは、猫が珍しい外国での一攫千金を狙うディックが自主的に差し出しているのに対し（B）、散文物語では主人の商売上の方針で否応なく供出させられたことになっている（H, C）。つまり、フィッツウォーレンは、貿易船を出すときは、家族や使用人からも必ず何かの品を投資（「ベンチャー」）させ、その成果いかんによって配当を渡す主義を貫いた人間として描かれる。
逃亡と鐘の音
ディックは厨房から逃亡するが、ロンドンの鐘の音色が「帰っておいでよ、ウィッティントン… ロンドン市長にいずれなれる」と聞こえ、諌められた気がして思いとどまる。この一幕も、異本によっては描写が異なる。バラッドでは猫を手放す以前の段階で、「火元で焼き串をまわしたり、真鍮の鍋を磨いたり」の職務をいくらこなしても食事のみで給金が一銭も支払われない不満が原因で逃亡している（B）。散文物語では猫を失った後、「シシリー」（C）という台所女中（キッチンメイド）から、些細なことで叱責され、箒・レードル・焼き串等で殴打されるのに耐えかね、ある晩脱走した。バン・ヒル（バンヒル・フィールズ近く）（H）まで、あるいはホロウェイ（C）まで到達すると、ボー教会の鐘音（C、H）が聞こえる。その文句はB、H、Cのものとも大同小異であるが、現代版を引用すると、次のようなものである：

| "Turn again, Whittington, Lord Mayor of London, Turn again, Whittington, Thrice Mayor of London" （Vera Southgate 再話） | 「帰っておいでよ ウィティントン、 ロンドン市長のウィティントン、 三度市長のウィティントン」 （黒田千世子 訳） |

成金
商船は航路を逸れ バーバリー海岸（北アフリカ）に到着。ムーア人国王は、積荷まるごと黄金で買取り、英国商人らを饗応に招待。その席でネズミの大群が発生するが、英国商人は、ネズミ駆除にうってつけの動物を所持していると王に商談を持ちかけ（H, C）、ディックの猫は、さっそくその能力を試されて、ネズミの駆逐や捕殺をおこなう。その猫が妊娠中であると知ったムーア人は、残りの積荷すべてを上回る値（H）（十倍の値 （C））を猫に付けて買取った。
船はロンドンに帰着し交易船投資の大成功の報がもたらされる。主人であるはずのフィッツウォーレンが、薄汚れた皿洗いの格好のディックを椅子に据え「ウィティントン氏」などとかしこまった尊称で呼びだすので、からかわれているのだと気分を害するが、今回の交易船商売でディックの方が富豪になったのだと説明される（C, H）。
ディックは令嬢アリスと結婚し（C, H）、義父となったフィッツウォーレンのビジネスパートナーとなる（H）。鐘の音の予言どおり、ディックは3度ロンドン市長を務めた。ディック・ウィティントンの慈善業には、カレッジ（すなわち聖職者会・慈善院）や教会の建立（B, H, C）や、 ニューゲート監獄の改築（B, H, C）がある。また国が戦争するための国債を買いとり償還せずに束にして焼いたともいう（B, H）。

## ウィッティントン・ストーン
現在、ロンドンのハイゲイト・ヒルには、ウィッティントン・ストーンと称して、ウィッティントン少年が逃亡して到達したという（そしてボウ教会の鐘を聞いたという）俗説に基づいた碑が建てられている。碑上には1964年に猫の横臥像が加えられた。
ウィッティントン・ストーンは、「ハイゲイト・ヒル」にあるが、これはアッパー・ホロウェイの内または境界にあるので、後期伝説のホロウェイと合致する。
石碑は何度か再建されているが、最初の設置年代は不詳である。そもそもは古い十字架が破損した名残りの礎石に過ぎなかったという指摘もあるが、ウィッティントン伝記作家サミュエル・ライソンズは、もしそれが事実としても、古来よりウィッティントンの指標でありえたと説いた。
反対にホロウェイの伝承は古い文献に無く18世紀の脚色に過ぎないので、当地の指標が古来からあるという考えに懐疑的なヘンリー・B・ウィートレイ（散文版の編者）もいた。
ウィッティントン・ストーンは遅くとも18世紀末までには当地に実在しており（1795年のストーンの残骸撤去が記録される）、ウィッティントン・カレッジ慈善院がハイゲートに移転してきた（1808年）後に創作された伝説ではないことが認められる。
ホロウェイまでの距離だと少年が徒歩で往復するには現実味に欠けるとウィートレイは意見する。また、ボウ教会の鐘が容易に聞こえる範囲内にもないとも言う。また、北の方角にあることから、故郷をめざしたという伝承と一致しない（史実の市長はグロスター出身でこれは西の方角）という考証もされる。
しかし、脚色された内容のほうが、後世の人口に「ウィッティントン伝説」として浸透しており、ウィッティントン・ストーンは本来の伝説どおりの史跡と一般に思われている。

## 出版物の歴史
1604–5年の劇作や1605年のバラッドが、存在の知られる最古の文学例であるが、いずれも作品登録が確認されたのみで、テキストじたいは散逸している。
1604–5年に上演された劇作は、その題名 The History of Richard Whittington, of his lowe byrth, his great fortune（『リチャード・ウィッティントン物語：その下級な出自と大いなる金運について』）のみをロンドンの書籍出版業組合記録にとどめるのみで、猫が関わるか確実ではないが、ほぼ同期の劇作に「たとえあの有名なウィッティントンと猫の物語が忘れられても」という台詞があって言及されることから（「東行きだよ、ホーイ！ Eastward Hoe、1605年頃）、すでに猫の話になっていたものと推察されている。
半世紀ほど経つと、散文版が作られた。T. H. 作のウィッティントン物語はトマス・ヘイウッドの1656年?の作とされる。この作品をはじめ大衆本（チャップ・ブック）として複数の稿本が刊行された。1730年版The Adventures of Sir Richard Whittingon（『リチャード・ウィッティントン卿の冒険』）、J. Cheney 社の1788-1808年頃刊行本等である。
後年のチャップ・ブック版は、ロンドン「街路は黄金で舗装される」噂や、前述のように少年が到達した場所の変更など、脚色が加わっている。

### バラッド
1605年に「リチャード・ウィッティントン卿（織物商、あるときは栄誉あるロンドン市の市長閣下）の高潔なる生涯と記憶すべき死」と題するバラッドが書籍出版業組合記録に登録されているが、散逸している。
1612年のバラッド
現存最古のテキストは、リチャード・ジョンソンの作による17詩節から成る八行詩バラッドで、ジョンソンのバラッド集『黄金の薔薇の花輪冠』 （1612年）に所収される。
この1612年バラッドは、ウィッティントンが猫で巨財をなしたという伝説に加え、ディック少年が皿洗いの奉公から逃亡した要素、ロンドンの鐘を聞いて思いとどまった要素（「戻っておいで」「いずれロンドン市長閣下になる」と聞こえた）も既に顕在している。
楽曲
このバラッドは「デインティー我がもとに来たれ」という既存のバラッド曲の節にあわせて歌うと表記されている。チャペルは、『昔の民衆音楽』にリチャード・ウィティントンのバラッドの伴奏曲（のひとつ）として楽譜を掲載しているが、これが「我がもとに来たれ」の曲と同一かもしれないと推察している。
後期のバラッド
18世紀のバラッド例としては、題名「ウィティントンとその猫の古謡」（ ロンドンのアルダーマリー教会墓地で販売、1750年?）がある。ボドリアン図書館（フランシス・ドゥース・コレクション）に所蔵されるほか、米国のハンティントン図書館やエール大学にそれぞれ現存する。４点の木版画の挿絵付。ロックスバラ・クラブのロックスバラ・バラッド集所蔵本は、1773年頃の再版で、ロックスバラ・バラッド選集（1895年）に掲載される木版画も異なる。
17–19世紀にかけては、他にもブロードサイド・バラッド版（片面刷りの大判紙に印刷されたのでこう呼ぶ）が製作されている。「ロンドンの栄光とウィティントンの名声、ロンドン市民のための覗き鏡」（ウエスト・スミスフィールド、R・バートン社、1650年頃）は、ロックスバラ・バラッド選集（1895年）に、ブラックレター活字の一部や挿絵のワンカットも含めて復刻されている。他にもロンドンのJ・ピッツ社の版本（1802から1819年頃）がある。

### 最古の散文

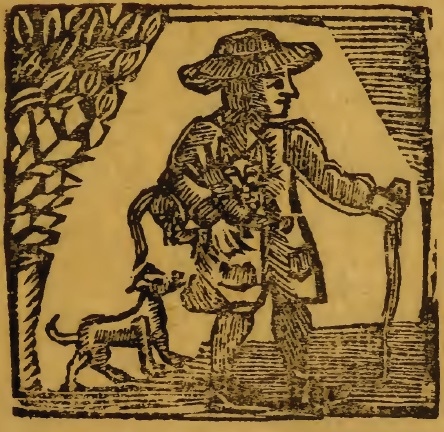
原題「The Famous and Remarkable History of Sir Richard Whittington, Three Times Lord-Mayor of London」 (1770年)、版元 Thomas and John Fleet より
ボストン公立図書館所蔵

のちに詳細を補足した散文物語に、「T. H.」作『リチャード・ウィッティントンの有名にして注目すべき人物史』  （初版1656年）がある。作者の「T. H.」は、トマス・ヘイウッドに比定される。散文版の最古例であるとうのは編者のヘンリー・B・ウィートレイの見解である。
ヘイウッドが市長の猫伝説を知っていたことは確実で、その劇作『私を知らなけらば、誰も知らない』（1606年）のなかで、登場人物が言及している

### 他のチャップブック
チャップブック（大衆本）版は、T. H.の散文以降、1730年の版本など、何度も刊行を重ねている そのなかで、あるいは最後年のチャップブック版と目されるのが、J. Cheney 発行本（1788–1808年）であるが、その全テキストは、ウィートレイ編本の序文に掲載されている。

### 近代の版本
画家のジョージ・クルックシャンクが、挿絵入り本を1820年頃に出版している。アメリカの童話収集家ジョセフ・ジェイコブスは、3種のチャップブック版から合成した再話を『イギリス昔話集』（1890年）に所収した。
シンシア・ハーネットの児童小説Ring Out Bow Bells! （1953年）も再話のひとつである。

## 起源

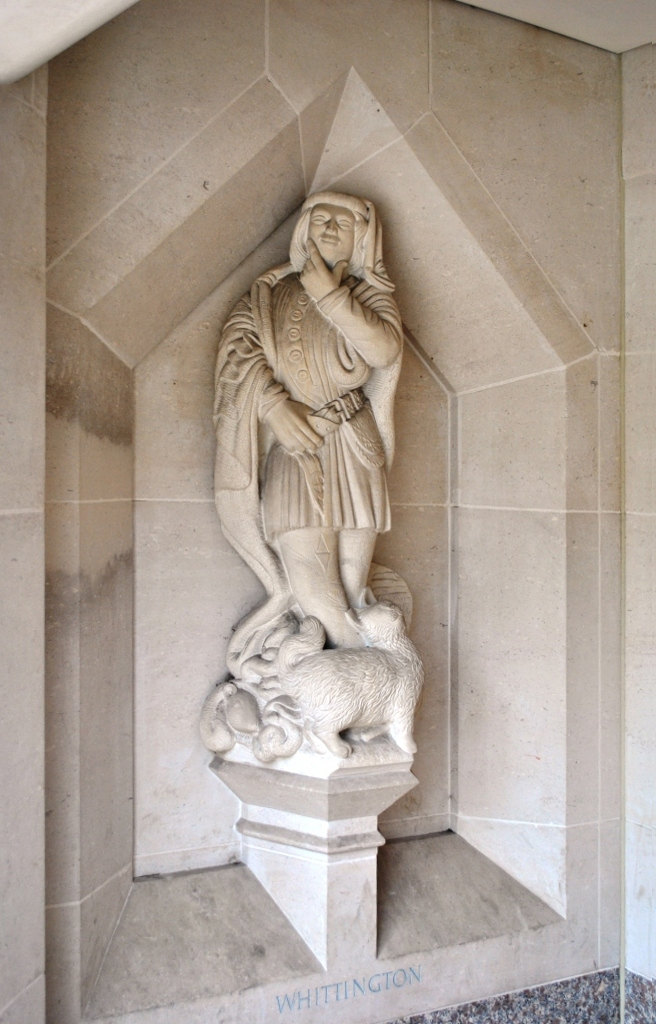
ディック・ウィッティントンと猫の像、 ギルドホール (ロンドン)。—ローレンス・ティンダル (1999年)。

この説話は、ほんの形式的にしかリチャード・ウィッティントンの実際の生涯に基づいていない。本当の妻の実名アリス・フィッツウォーレンなどは使われているが、猫で儲けた逸話は古い史料には述べられておらず、ウィッティントンが猫を飼っていたという史実的根拠はない。
フランス語  achat （「購買」の意）が転訛し cat（猫）となった説（ヘンリー・トーマス・ライリー）や、ウィティントンが使用した石炭輸送船"cat"に由来する説（サミュエル・フット）が出されているが、後世の研究家から度外視されている。
文献のかたちでは1600年代初頭より古いものが残っておらずとも、伝説がこれより古いものであることは、ウィッティントンと猫を表した古い肖像や、猫の美術品により推察できるとの見方もある（§遺物）。

## 類話
猫による出世を要素とする類話は、イギリス以外の国に古来から様々なものが存在することが19世紀以来指摘されている。この要素は後の民話学では「ウィッティントンの猫」モチーフ（N411.2）に分類されている。
イタリアの類例が2話指摘される。ひとつはロレンツォ・マガロッティ（1732年没）が著したもので、アンサルド・デリ・オルマンニという16世紀の商人の2匹の猫がカナリアという島の鼠を退治して、大金の褒美を頂戴した話である。もうひとつは「雌猫の話」と題し、教区司祭アルロット （アルロット・マイナルディ、1484年没）『名言と冗談』に収録される。これは、ジェノアの商人が、やはりネズミに悩まされる島の王に猫を数匹進呈し、大金の褒美を得る話だが、後日談があって、別の商人が船に積んだ高価な品々をこの王に進呈してみたが、大金よりもよほど価値があろうと猫を2匹下賜されたという。
似たような話は、13世紀のドイツ人の史書に掲載される。アルベルト・フォン・シュターデ著『年代記』の記述で、ヴェネツィア建国まもない頃、富豪が交易に行き、貧者から預かった猫2匹を大金に換えて帰還したという逸話である。これを類話として紹介したトマス・カイトリーは、かなり古い伝説とも考えられるが、イタリアで遅くとも13世紀に知られた説話としか年代については確定できないと考察している。
ペルシアの類話では、ケイシュ（キーシュ島）の伝説で、ある寡婦の息子（10世紀の人物とされる）が 猫によってインドで財産を築いたという話が『ワッサーフ史』（14世紀）に所収される。これがウィティントン伝説の類話であるとの指摘は、ジェームズ・ジャスティニアン・モーリア（1818年）やウィリアム・ゴア・オウズリー（1819年）による。
こうした類話の列挙は、トマス・カイトリー の Tales and Popular Fictions（1834年） が行っており、いまだにない多くの類話を集めたと自賛している。
「ウィッティントンと猫」は、グリム童話 「三人のしあわせもの」（Die drei Glückskinder KHM 70）の説話群として、 ボルテ とポリーフカのグリム童話注釈書に掲載されている。同書には、他の類話も言語ごとに列挙されるが、これには「ウィッティントンと猫」のオランダ語版やドイツ語版も含まれている。
話型としては、 アールネ＝トンプソン（AT）タイプ1651「ウィッティントンの猫」タイプに分類される。
南方熊楠は、最古の類話が仏典の「鼠金舗主」（Rat Money Broker）であると論じた（「猫一疋の力に憑って大富と成りし人の話」）が、これは鼠の死骸を猫の餌として売り（エンドウ豆と交換し）それを元手に商売に成功したという話である。

## 演劇
作品は、人形劇、オペラ、劇作、パントマイム劇として製作・公演されている。

### 人形劇
ウィッティントンの人形劇の上演の早期の記録としては、サミュエル・ピープスの日記（1668年9月21日）に観劇の記録がある。
コヴェント・ガーデンでは、人形遣いマーティン・パウエル（1710–1729盛）が「ウィッティントンとその猫」を上演している。パウエルは興行師としても成功者で、開演中は地元の小教区のセントポール教会はがら空きになると言われた。パンチ劇場（パウエルの劇場）で上演された人形劇「リチャード・ウィティントン卿の人物史」には、オールド・マッジという滑稽なメイドや、ヘンリー八世やアン・ブーリン王妃の人形などが登場することが、当時の宣伝広告から判明している。また、この劇作の主役は道化のパンチで、『スペクテイター』誌14号（1711年3月16日）の鑑賞記事でも、そのように報じられる。注目場面のひとつは、調教された豚とパンチがミニュエットを踊るシーンだった。

### オペラ
オペラ化案として企画されたが実現しなかった話が、ジョゼフ・アディソンによって『スペクテイター』誌（1711年）に書かれている。このオペラ版ウィティントンと猫の話は、大量のネズミを使用するはずの演出だったが、リッチ氏（クリストファー・リッチ劇場支配人）が、ネズミを放せば、残らず回収するのは困難、と却下されたという。
後に、『ウェイティントンとその猫』というオペラが、サミュエル・デイヴィーによって書かれ、1739年、ダブリン市のスモック・アリー劇場で上演された。
オペラ『ウィティントン』は、オッフェンバック作曲、台本はH・R・ファーニーの英語で書かれ、アルハンブラ劇場において1874–75年のクリスマスに公演されている。フランス語の台本は後にシャルル・ニュイッテルによって作成された。
1895年の喜劇オペラ版、『ダンディー・ディック・ウィッティントン』』は 、アヴェニュー・シアターで上演、 ジョージョ・ロバート・シムズ台本、アイヴァン・キャリル作曲。

### パントマイム版
パントマイム版の上演の最古の記録は、1814年のもので、 ジョセフ・グリマルディ が調理人のシシリー・スエット婦人役を演じた
イギリスでは、クリスマスシーズンのパントマイム興行は通例となっており、「ディック・ウィティントンと猫」は、ロンドンや地方で上演される数多くの演目のひとつである。

#### ディックと猫
ディック役は通常（プリンシパルボーイ）の女優が務めるが、過去の配役ではエラ・シールズ、 シビル・アルンデール、ヘレン・ギリランド等の女優が演じている。
猫の名は、トーマス、トミー、トミー・ティットルマウス 、マウサー等である。

#### ネズミ王と妖精
悪玉としてネズミ王（キング・ラット）やや鐘の妖精（フェアリー・オブ・ザ・ベルズ）も登場役に加えられている。
キング・ラットの演出は19世紀以来で、比較的早い一例として1877年サリー劇場の上演が挙げられる。これには妖精女王（フェアリー・クイーン）や、伝令の妖精ボー・ベル（Beau Bell）なども登場する。
ネズミ王「キング・ラッタプラン」は、1870年のチャールズ・ミルワードの脚本にみられる。ここでは橄欖の枝の女王（クイーン・オリヴブランチ）がキューピッドに命じて貧困のディック少年が出世する手助けをさせる。
2009年のある制作では、ディックが猫のトミーとモロッコにわたり、猫が鼠を退治してスルタンの財産の半分を褒賞にもらう。

### 上演の例
パントマイム版は、現在も人気の演目である。歴代上演の幾つかを以下に挙げる：
- 1872年 ブロードウェイ・シアター、ウィリアム・H・ブリンクワース（作曲）[96] 。
- 1877年 サリー劇場。『ディック・ウィッティントンとその猫、別名ハーレクインのボー・ベル（美鐘）とゴグとマゴグとラット城のラットたち』[注 54] フランク・グリーン（作）、シドニー・デイビス（曲）、初演12月24日。喜劇俳優アーサー・ウィリアムズ（英語版）ほか、ディック役にトプシー・ヴェン、猫役にデビッド・エイブラムズ[注 55]。トム・ラヴェルが道化役（クラウン）[97][94]。
- 1891年 ジェフリー・ソーン（作）、ウィリアム・H・ブリンクワース（作曲）。グランド・シアター上演。ロッティ・コリンズ（英語版）出演[98]。
- 1894年 ドゥルリーレーン・シアター・ロイヤル （英語版）上演。セシル・ラリー（英語版）とヘンリー・ハミルトン（英語版）（共作）。ディック役にエイダ・ブランチ（英語版）、怠け者見習いジャック役にダン・レノ（英語版）、料理版イライザ役にハーバート・キャンベル（英語版）、アリス役にマリー・モントローズ[99]。
- 1908年 ドゥルリーレーン・シアター・ロイヤル上演、J・ヒッコリー・ウッドとアーサー・コリンズ （共作）、コリンズ（作曲・編曲）。ディック役にクイーニー・レイトン（英語版）、怠け者ジャック役にウィルキー・バード（英語版）、アリス役にマリー・ウィルソン、猫のマウサー役にジョージ・アリ（英語版）[89]。
- 1909年 リヴァプール市シェイクスピア劇場上演。トム・フォイ（英語版）、 ルピノ・レーン（英語版）、エリック・キャンベル出演。
- 1910 年 ロンドン・ハマースミス区キングス・シアター上演。 レスリー・モートン（台本）。ディック役にキャスリーン。・グレー、アリス役にアデラ・クリスピン、猫役にジャック・ハースト、 ジャック役パーシー・ケイヒル、 フィッツウォレン氏役にロブ・ウィルトン（英語版）、アリスの弟ウィー・ジョージー・ウッド（英語版）[100]。
- 1923年 ロンドン・パラディウム（英語版）上演。  ディック役にクラリス・メイン（英語版）、アリス役にヒルダ・グライダー、猫役にフレッド・ホイティカー as the cat.[101]
- 1931年 Garrick Theatre（英語版）上演。ディック役にドロシー・ディクソン（英語版）、アリス役にジーン・エイドリアン、フィッツウォレン氏役にロイ・バーバーが 怠け者ジャック役に、猫役にハリー・ギルモア、コックのスーザン役にジャック・モリスン[102]。
- 1932年 ヒッポドローム (ロンドン)（英語版）上演。ディック役にフェイ・コンプトン（英語版）、アリス役にオードリー・ポインティング、フィッツウォレン氏役にフレッド・ウィン、猫役にジョニー・フラー 、怠け者ジャック役レスリー・ヘンソン（英語版）[103]。

### その他の翻案
H・J・バイロンの戯曲（1861年）、ロバート・リースの戯曲（1871年）がある。

## 遺物

### 猫との肖像 (絵画)
かつてウィティントンと猫の肖像を描いた伝1536年の古い絵画が、マーサーズ・ホール（絹物商カンパニー会館）に保管されていたといわれる。原画はその後紛失したため、証拠に値しないとの意見もある。しかし、これを複製したらしい銅版画は、ウィリアム・グレンジャーとジェームス・コールフィールド共著『ザ・ニュー・ワンダウフル・ミューゼアム』(1805)に掲載されている。
この肖像画は、ジェームス・ペラー・マルコム（1807年）の説明によれば、
ウィティントンの「左手には黒と白の猫の姿があり、猫の右耳は人物のシャツまで下向きに反り返ったバンドかブロードのところまで達していた」。この絵は元の寸法より小さく裁断し直されたため、1536年の日付は後に再び書き入れられているが、このとき日付が改ざんされた根拠はないとされる。
この絵は、ウィティントン伝記（1860年）の著者サミュエル・ライソンズが絹物商会館を訪れたときは観覧することができなかった。ライソンズが見たのはより近代の絵で、マルコムの説明と不一致であった。会館では代わりにフィリップ・ギヨーム・ブノワの銅版画が展示されていた。これは、絹物商会館の絵画が実在したころに模写したものであるに使用されていた。大博物館所蔵の版画は、ランバート著作（1805年）のもので、より簡潔な見出しがついている。

### 猫との肖像 (版画)
レノルド・エルストラック(1570年–1625年より後に没)によるウィッティントンの肖像版画も年代は古い。『真の肖像』（ "True Portraicture" または Vera Effigies 云々）と題して販売されていた。発行年は、あるいは隆盛期の1590年頃か、1605年頃。この銅版画の下部にはエルストラックが彫師であることを示す文句（"R. Elstrack Sculpsit"）が印刷されている
版画は、はじめウィッティントン卿が右手を頭蓋骨にかぶせたポーズで製作されたが、売れ行きは悪く、右手で猫を撫でている絵に変更せざるを得なかった。

### ニューゲートの立像
いわゆるニューゲートのウィッティントンと猫の像が、古来より実在したという推察があるが、実際には女神像だったという指摘や、ロンドン大火（1666年）以前に存在した証拠がないという意見がある。
旧ニューゲート監獄すなわちニューゲートの門が、ウィッティントン氏の遺言により改修されたことは有名であるが、その遺言執行者たちは、この門の壁龕にウィッティントン卿と猫の像を「1412年」に設置した、とトマス・ペナント（1798年）は主張した。この言及をライソンズや他は、肯定している。
しかしこの時代のロンドンを専門とする歴史家チャールズ・レスブリッジ・キングスフォードは、「大火以前にニューゲート監獄に猫の彫刻があったというのは、なんら根拠のない推察である」と却下した。ニューゲート門の改修をウィッティントンの遺言執行人が行ったのは、生前の「1412年」ではなく、1442年である。そのウィッティントンの遺言には、彫像や猫に関する指示はない。すなわち、立像は大火後にしか確認されていないのである。
他にも訂正や補足説明を要する部分がある。
ニューゲートのウィッティントンと猫像は、実際は足元に猫が置かれた自由の女神像（「リベルタス」の名が帽子に刻まれる）であった。つまり女性像であるが、ウィッティントンの事を暗に比喩していた、とウィリアム・メイトランドは説明している。ニューゲートの門を飾る擬人化された象徴は7体あり、他は平和、豊穣、協和、正義、慈悲、真実であった。
このウィッティントン像（「自由」の像）は1776年、旧ニューゲート解体工事進行中に撤去され、新ニューゲートに設置のために確保された。「自由」の像は、新しいニューゲート監獄に実際に設置されているのを目撃されているが、猫は傍になかった。

### 猫飾りの馬車
猫の彫り物が付いた無蓋馬車（チャリオット）があり、これは1572年、ウィッティントンの遺族より絹物商カンパニーに贈呈された物だという。ライソンズが実見した。

### グロスター出土の少年と猫
1862年、史実のウィティントンの旧家と目される場所（グロスターに所在）から発掘されたという少年と猫のレリーフ（浅浮き彫り）が発表された。鑑定の結果、15世紀のイタリア製だという。これはライソンズの所有物となったこれこそ、一家と猫と関わりがあった「注目に値する証拠」とウォルター・ベサントとジェームス・ライスはその共著で評しているが、ウィートレイは、「この発見（発見物）は、しかしながら、すこぶる疑わしく見受けられる」と評している。のちグロスター民俗博物館に所蔵されたが、由緒が不透明なことから展示からは外されている。

## 邦訳一覧
- 福原, 麟太郎 (訳)・ 編「ウィッティントンとねこ」『世界少年少女文学全集』 3(イギリス編 1)、創元社、1954年。
- 田中, 清太郎 編「ウィッティントンと猫」『イギリス民話集』 279-1巻、早坂, 信, 1923- （絵）、岩波書店〈岩波文庫・赤〉、1958年。
- 河野, 一郎 (訳)・ 編「ディック・ウィティングトンとねこ」『イギリスの民話』 5巻、宝文館〈中学生世界民話全集〉、1958年、78–95頁。
- ジェイコブス、ジョセフ 編「ウィティントンとウィティントンのねこ」『ジャックと豆のつる : イギリス民話選』木下順二 (訳), 瀬川康男 (絵)、岩波書店、1973年、317–332頁。
- 山室, 静 編「ディック・ウィティントンとネコ」『新編世界むかし話集』 1 イギリス編、東京社会思想社〈現代教養文庫〉、1976年、317–332頁。
- マーシャ・ブラウン『ディック・ウイッティントンとねこ: イギリスの昔話』アリス館、2007年。ISBN 4752003694。*マーシャ・ブラウン『ディック・ウイッティントンとねこ: イギリスの昔話』アリス館、2007年。ISBN 4752003694。
- アンドルー・ラング 編「ウィッティントンのお話」『あおいろの童話集』 1巻、東京創元社〈アンドルー・ラング世界童話集〉、2009年。ISBN 9784488018566。
- アラン・アームストロング『ウィッティントン』さ・え・ら書房、2009年。ISBN 437801484X。

### 補注
1. ↑  実際は4期と指摘される（黒田 (1994), pp. 21–22）。
2. ↑  古くは「ウィティングトン」とも表記。[注 1]
3. ↑  または「ウィッティントンの経歴」（偕成社版）。原題"The History of Whittington"。
4. ↑  ただし鐘の教会名、聞こえた場所の地名が指定されるのは後年のことである。
5. ↑  J.Cheney
6. ↑  黒田千世子版のバラッド（黒田 (1994)）では、「グロスターシャーの片田舎」の出身とする。このグロスター出身説は、Lysons が紋章などを調べてつきとめた史実であるが、ランカシャー以外にも"Taunton Dean"、"Ellesmere in Shropshire"、"Herefordshire の某町"の出身とする巷説が根拠なしに出回っている（Besant & Rice (1881), p. 27）
7. ↑  Hでは冬だったとする。
8. ↑  史実上のウィッティントンが徒弟として仕えた織物商「Fitzwarren」 の名（黒田 (1994)）が、（H）以降の年代の作品では補足されている。
9. ↑  散文物語では、次の順番で猫の話に移るが、バラッド版では、ディックの逃避と鐘の件が先行する。
10. ↑  「小間使いをしたり、長靴や靴を綺麗にするなどして」（H）；「靴を磨いたら1ペニーを…紳士が…くれた」（C）
11. ↑  Mrs. Cicely
12. ↑  異本ではロンドンの鐘（B）。
13. ↑  レドンホール街（英語版） に住むフィッツウォーレンのもとに（H）
14. ↑  実際、19世紀の書物などでは、アッパー・ホロウェイの村内（小教区内）にあると紹介される[14] 。
15. ↑  現在ではストーンはアーチウェイに所在すると言った方が間違わないらしい。最寄りの駅名はアーチウェイ駅（地下鉄）で、アッパー・ホロウェイ駅だと少し距離が離れている。
16. ↑  ウィートレイの頃には「ウィッティントン・ストーン」のすぐ傍にウィッティントン・カレッジ慈善院はあったが、1960年代にカレッジはストーン近辺ではない土地に移った[18]。
17. ↑  シティ・オブ・ロンドンからハイゲイト・ヒルまで約5マイル。
18. ↑  ロンドン万国博覧会があった1851年には、イズリントンの果てまでボウ教会の鐘が聞こえたとされる（つまりホロウェイあたりまでが可聴範囲内にあった）。この史実（ただし根拠資料は提示されていない）に基づき、タイムズ誌ロンドン地図の発足に際して調査が行われ、1851年の可聴範囲の模型と、2012年の実測可聴範囲を比較した結果（地図）が発表されている[21]。
19. ↑  1612年のバラッドで"his country"とある。
20. ↑  仮訳題名。
21. ↑  仮訳題名。
22. ↑  仮訳題名。原題は"The vertuous lyfe and memorable death of Sir Richard Whittington, mercer, sometymes Lord Maiour of the honorable Citie of London"
23. ↑  仮訳題名。原題は Crowne-Garland of Goulden Roses
24. ↑  イギリスの古書カタログ番号 STC (2nd ed.) 14672
25. ↑  英語では"scullion"。
26. ↑  仮訳題名。原題は"Dainty come thou to me"
27. ↑  仮訳題名。原題は "An Old Ballad of Whittington and his Cat"。
28. ↑  仮訳題名。原題はLondon's Glory and Whittington's Renown; or, A Looking-Glass for Citizens of London, printed for R. Burton at the Horse-Shoe, in West Smithfield。
29. ↑  仮訳題名。原題名はThe Famous and Remarkable History of Sir Richard Whittington
30. ↑  ヘンリー・B・ウィートレイ（英語版）は「1670年?」と推察するが[42]、別資料（バラッド集（英語版）の書物で）によれば1656年に印刷となっている[43]。
31. ↑  10種がLane (1902), Catalogue of English and American Chapbooks, p. 35, No. 601–610に列挙。
32. ↑  原題『The Adventures of Sir Richard Whittingon』
33. ↑  ウィートレイ編本は、上（§粗筋の節）で言うH本で、J. Cheney のチャップブック版がC本である。
34. ↑  実際は、フットの劇作 The Nabob (1772)の登場人物マッシュー・マイト卿の台詞。
35. ↑  原題：Novella delle Gatte。
36. ↑  Albert von Stade。シュターデのアルベルトとも。
37. ↑  掲載箇所は『年代記』の1175年の項で、本題はヴェネツィアと東ローマ皇帝の論争。挿入話としてアッティラ襲来後のヴェネチア建国時代のこの説話が語られる。
38. ↑  モーリアは、ペルシア大使ゴア・オウズリー（英語版）の配属で、 大使からペルシアの説話を聞いた。ウィリアム・ゴア・オウズリーは大使の甥で、ほぼ同期にペルシアに駐在していた。
39. ↑  仮訳題名『物語と民間創作』
40. ↑  「サザークのフェアに行く。すこぶる汚い。ウィッティントンの人形劇を観、見るに綺麗だった」とある。
41. ↑  原題"Whittington and his Cat"。
42. ↑   原題The History of Sir Richard Whittington。
43. ↑  パンチはパウエル人形劇の定番で、毎回登場する。
44. ↑  Morley（14号）、p.26、 注1[73]によれば、『スペクテイター誌』5号でジョゼフ・アディソンが発したオペラに対する冗談[75]に反応したパウエルは、当時上演されていたオペラ『リナルドとアルミーダ』（ヘンデルのオペラ『リナルド』）に対抗するため『ウィッティントンと猫』を上演するに至っている。記事ではオペラ名を『リナルドとアルミーダ』としておりこれは別の作品の題名であるが、ハンデルのオペラ『リナルド』であることはMorley（5号）、p.12、脚注2で説明されている。初演2月24日で、15日間ヘイマーケット劇場（英語版）で上演されたと書かれる。ちなみに別作品（ジョン・デニス（英語版）台本、作曲ジョン・エックレス（英語版））は英語の台本なので、それだと14号で匿名評論家がオペラの方は英語でないとしていることと辻褄が合わない。
45. ↑  この記事は、先にヘイマーケット劇場（英語版）支配人のリッチが、オペラ『リナルド』のために雀を放鳥した事実を伝え、それを踏まえて書いている。ネズミの話の部分が真実か風刺（創作）かについては、例えば舞台評論家ダットン・クック（英語版）(1878年)は、額面通り受け止めたらしく、舞台装置の記事でそのまま引用している[76]。雀など野鳥を使った演出は実際にあったとされている[77]。
46. ↑  原題『 Whittington and his Cat』
47. ↑  カムデン劇場、 1907年。
48. ↑   ロイヤル劇場、バーミンガム（英語版）, 1908年。
49. ↑  ライシアム劇場 (ロンドン)（英語版）、1925年。
50. ↑  "Tommy Tittlemouse"。クリスタル・パラス、1890年。
51. ↑  "Mouser"、ドゥルリーレーン・シアター・ロイヤル、1908年。下記参照。猫役のジョージ・アリ等の写真がThe Sketch誌 27 January 1909号に見られる。[88]
52. ↑  "King Rat"、" King of Rats"。キング・ラットはアンドリュー・サックス（英語版）等[91]、女性版のクイーン・ラットはオナー・ブラックマン等が扮している[92]。
53. ↑  ロンドンの鐘を擬人化した妖精。
54. ↑  仮訳。原題： Dick Whittington and His Cat; Or, Harlequin Beau Bell, Gog and Magog, and the Rats of Rat Castle。
55. ↑  またはフォーレスト少年 "Master Forrest"。
56. ↑  原文："a black and white cat, whose right ear reaches up to the band or broad turning down to the shirt of the figure."
57. ↑  ブノワの版画（1766年発行）に"Sr. Richd. Wittington, from an Original Painting at Mercers Hall"と見出しがあり、絹物商会館の画を元にしていると明記している[1]。The New Wonderful Museum (1805)に複製された挿絵は図柄も見出しもこれとほぼ同一だが、"Benoist sculp"の作者記名は見えない。
58. ↑  ブノワの版画は、ライソンズによれば1784年刊行のウィリアム・ソーントン（英語版）著『ロンドンとウェストミンスターら都市の郷土史・説明・通覧』（1784年、原題： The New, Complete, and Universal History, Description, and Survey of the cities of London and Westminster）
59. ↑  ただし、ライソンズの著書の複写はトリミングされており、エルストラックの記名が欠落する。
60. ↑  版画は、ウィッティントンが死の床についた場面をスケッチした生前の頃の絵（発令書（ordinance）にある装飾）と似ており、ライソンズは「ありうるかぎりにおいて同一」であるとする[117] 。死の床の絵は、ライソンズの著書に複製されているが[118]、猫との関係を示す史料にはならない。
61. ↑  トマス・ペナント。ウェールズの古物・遺跡研究家。
62. ↑  ブリタニカ百科事典において
63. ↑  スコットランドの史家。1693年頃–1757年。
64. ↑  自由は"Liberty"で、他は Peace, Plenty, Concord, and Justice, Mercy, and Truth。
65. ↑  この点、ペナントは旧門の取壊しの際、彫像も破壊されたものと誤解していた[119]。